# 도미카정
도미카정(일본어: 富加町)은 일본 기후현 남부에 있는 가모군의 정이다.

## 지리
면적의 절반 정도를 산림이 차지하고 평지에는 주택지가 형성되어 있다.

## 역사
- 1954년 7월 1일 - 도미카촌과 가지타촌이 합병해 도미카촌이 탄생하였다.
- 1974년 7월 1일 - 정으로 승격해 도미카정이 되었다.

## 교통

### 철도
- 나가라가와 철도 에쓰미난선

### 도로
- 도카이 환상 자동차도
- 국도 418호선